# 532 v.Chr.

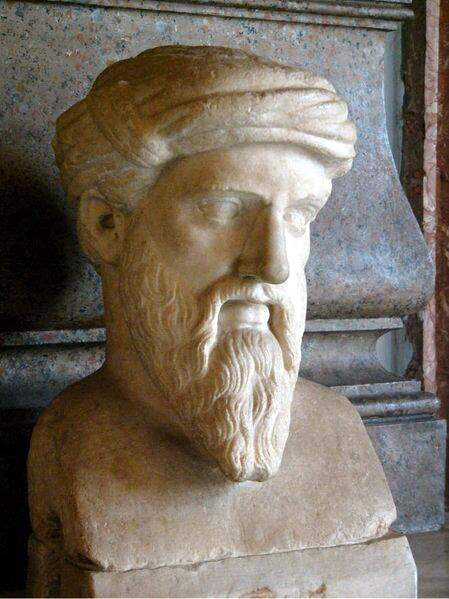
Pythagoras (ca. 570 - ca. 500 V.Chr.)

Het jaar 532 v.Chr. is een jaartal volgens de christelijke jaartelling.

## Gebeurtenissen

### Griekenland
- Polycrates komt als tiran aan de macht op Samos, hij organiseert een sterke zeemacht. (waarschijnlijke datum)

### Italië
- Pythagoras sticht in Crotone een school voor wetenschappen en filosofie. (waarschijnlijke datum)

## Overleden
- Hiram III, stadsvorst van Tyrus